# Wolfgang Holzmair
Wolfgang Holzmair (Vöcklabruck, Oostenrijk, 1952) is een Oostenrijkse bariton.

## Biografie
Wolfgang Holzmair studeerde aan de Musikhochschule Wien bij Hilde Rössel-Majdan (zang) en Erik Werba (lied). Na zijn studie maakte hij in het bijzonder naam als lied-, concert- en oratoriumzanger. Al in 1974 zong hij voor de film Conversation Piece, van Luchino Visconti, het lied 'Stille Liebe' van Robert Schumann. Vanaf dat moment schitterde hij op alle grote muziekpodia ter wereld, onder andere in Londen, Lissabon, Wenen, Salzburg, New York, Den Haag, Washington, Graz, Gstaad en Parijs. Op piano werd hij onder meer begeleid door Imogen Cooper, Till Fellner, Russell Ryan, Roger Vignoles alsook Gérard Wyss.
Wolfgang Holzmeir werkt met de vooraanstaande orkesten samen, zoals het Gewandhausorchester Leipzig, het Israëlisch Filharmonisch Orkest, de Berliner Philharmoniker, het Cleveland Orchestra en de Wiener Symphoniker onder leiding van beroemde dirigenten.
Als opera-/operettenzanger is hij eveneens op nationale en internationale podia vertegenwoordigd. Gastrollen voerde de zanger naar Dallas, Toronto, Seattle, Hongkong, Erfurt, Lyon, Lille et cetera. Tot zijn repertoire behoort bijvoorbeeld: Papageno in Die Zauberflöte, Don Alfonso in Cosi fan tutte, Faninal in Der Rosenkavalier, Musiklehrer in Ariadne auf Naxos, Wofram in Tannhäuser und der Sängerkrieg auf der Wartburg, Ottokar in Der Freischütz, Einstein in Die Fledermaus alsook Homanay in Der Zigeunerbaron.
Wolfgang Holzmair is professor voor lied en oratorium aan het Mozarteum. Tot zijn leerlingenkring telt onder anderen Christiane Karg, Anja Schlosser, en Cordula Schuster. Hij geeft verder masterclasses in Europa en Noord-Amerika.

## Discografie
- Franz Schubert: Lieder, Label: Tudor 1996
- An die ferne Geliebte, Label: Philips 2000
- Eichendorf Lieder, Label: Philips 2002
- Debussy-Pelléas et Mélisande, Label: Harmonia Mundi 2002
- Schuman: Dichterliebe, Lieder Kreis, Kerner Lieder, Heine Lieder, Mythen, Label: Philips 2008
- Wolf Songs, Label: Wigmove Hall Live 2009